# Enigma 17
Sebastián Buonanotte (Buenos Aires, 15 de marzo de 1979) es un luchador profesional argentino, mejor conocido por su nombre en el ring Enigma 17. El actualmente se destaca por su participación en el circuito independiente para varias empresas tales como Catch Argentino, Colosos de la Lucha, Guerreros Charrúas del Ring, Herederos de la Lucha, Lucha al Límite, Lucha Fuerte, Lucha Super Lucha, Master Catch, Triple L y Titanes en el Ring.
Entre sus mayores logros, se destaca haber sido Tricampeón Argentino en Lucha Olímpica, una vez Campeón de FAC y una vez Campeón en Parejas de FAC junto con Rob Dickinson dentro de la Federación Argentina de Catch, el también fue escogido durante 5 años como el Mejor Luchador Técnico y actualmente es Campeón en Parejas de la Triple L junto con Diestro.

## Principios de su vida
Desde su niñez es fanático de la Lucha Libre, por lo que decidió meterse de lleno en el mundo del deporte de entretenimiento. Proviene de una familia muy trabajadora. Estudió hasta el nivel secundario, en la secundaria Mariano Acosta.

## Carrera como luchador amateur

### Lucha Olímpica
Desde su niñez, Sebastian Buonanotte se intereso por los deportes de contacto y se volvió fanático de la lucha libre, por lo que decidió meterse de lleno en el mundo del deporte entretenimiento. Empezó a practicar la disciplina de Lucha Olímpica en el Club Atlético Boca Juniors, donde también fue entrenado por Eduardo y Ramiro Maggiolo. El debutó bajo el nombre de Enigma 17 y a lo largo de tantos años de carrera como luchador amateur, logro formarse y triunfar en este deporte. De tanta dedicación y años de entrenamiento fue perfeccionando su técnica, logrando entre sus títulos más importantes consagrarse Tricampeón Argentino de Lucha Olímpica.

## Carrera como luchador profesional

### Federación Argentina de Catch (2003–2012)
Teniendo la ventaja de su innata técnica logró destacarse y rápidamente hacerse conocido en el ambiente. Empezó luchando en la Federación Argentina de Catch (FAC), en la cual obtuvo el Campeonato de FAC con el récord de manutención del título por 6 meses y también consiguió el Campeonato en Parejas de FAC con Rob Dickinson. Durante su tiempo en la FAC, fue considerado la Cara de la Empresa.
Otros de sus grandes logros, y esto es gracias a su vasta experiencia en Lucha Olímpica, fue nombrado como el mejor luchador técnico en los años 2011, 2012, 2013 y 2014.
Recientemente como era de esperar, lo nombraron nuevamente el mejor luchador técnico del año 2015 (dicha distinción es avalada por los expertos y periodistas de la Argentina).
De ahí que él se autoproclama y sus fanáticos lo apodan como "The Best Technical Wrestler".

### Titanes en el Ring (2011–2012)
Tuvo un lapso corto por Titanes en el Ring, donde se unió a la promoción para entrenarse en los finales del 2011. A mediados del 2012, sería convocado y aceptó el desafío de ir a luchar a Lucha Extrema.

### Lucha Extrema (2012–2016)

#### Copa Ciudad de La Plata (2012)
Enigma 17 sería presentado como la nueva contratación de Lucha Extrema el 7 de octubre de 2012, durante su tercer episodio por la Copa Ciudad de La Plata. El 28 de octubre de 2012 durante el sexto episodio, Enigma 17 había ingresado para atacar al recién fichado Rob Dickinson, quienes traían una vieja rivalidad desde sus pasos por la FAC al ring de Lucha Extrema.

#### Siguientes años (2013–2015)
Rápidamente se convirtió en uno de los luchadores más queridos por el público. Fue estelar muchas veces y se volvería un gran amigo de sus compañeros Vicente Viloni y Musambe Tutu.
En más de una oportunidad, se le preguntó cómo hace para sobrevivir en este deporte, ya que la mayoría de los rivales lo doblan en peso y tamaño, a lo que responde que gracias a su gran técnica sobre el ring y su fuerza del corazón es que logra las victorias, porque su fortaleza proviene de su pasión y corazón.

#### Campeonato de Lucha Extrema (2015–2016)
El 17 de mayo de 2015, Lucha Extrema presentaría el Campeonato Argentino de Lucha Extrema durante una conferencia en el Museo de Bellas Artes Emilio Pettoruti y confirmando que próximamente se pondría en juego.
El 4 de octubre de 2015 durante el primer episodio de la primera temporada de Lucha Extrema, el título sería presentado como el premio para el final de la misma temporada, ese mismo episodio Enigma 17 lograría derrotar a su archirrival Rob Dickinson en la primera lucha de la temporada. El 11 de octubre durante el segundo episodio, Enigma 17 sería derrotado por su amigo D-Jango. El 25 de octubre durante el cuarto episodio, junto con su amigo D-Jango lograrían derrotar a La Maldad Extrema (Joe Frank & Tito, el Abogado), durante la lucha Enigma 17 y D-Jango tuvieron algunos problemas para comunicarse como equipo. El 8 de noviembre durante el sexto episodio, sería derrotado por Kodran en una lucha triple amenaza, la cual también involucró a Joe Frank. El 15 de noviembre durante el séptimo episodio, lograría derrotar a su amigo D-Jango. El 22 de noviembre durante el octavo episodio, perdería su máscara ante su archirrival Rob Dickinson, en una Luchas de Apuestas, donde puso su máscara en juego y Dickinson puso su cabello y barba en juego. El 29 de noviembre durante el noveno episodio, se enfrentaría a Kodran, sin embargo, la lucha acabaría sin decisión por doble cuenta 10 fuera del ring; durante la lucha ingresarían Rob Dickinson, Joe Frank y Musambe Tutu donde comenzarían a atacarse todos contra todos. El 13 de diciembre durante el décimo primer episodio, sería derrotado por Black Jack. El 20 de diciembre durante el décimo segundo episodio, lograría derrotar a Black Jack y Kodran en una lucha triple amenaza, logrando ganar un lugar en una lucha para determinar al contendiente número por el Campeonato Argentino de Lucha Extrema en el 2016.
El 3 de enero de 2016 durante el décimo cuarto episodio, se enfrentaría a Joe Frank para determinar al contendiente número por el Campeonato Argentino de Lucha Extrema, sin embargo, la lucha terminó por tiempo; más tarde en el episodio, estaría como invitado en el sector vip para ver la lucha fatal de cuatro esquinas en el final de la temporada.
El 3 de abril de 2016 durante el primer episodio de la segunda temporada de Lucha Extrema, se había confirmado que Enigma 17 ya no estaba en la promoción.

### Circuito independiente (2015, 2016–presente)

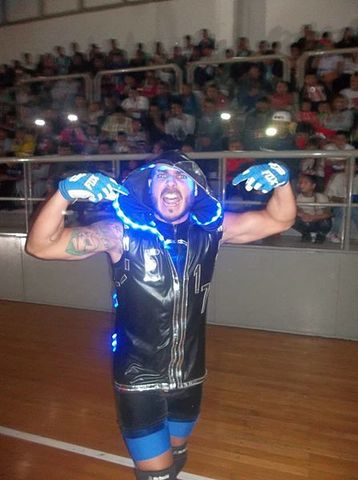
Enigma 17 realizando su entrada durante un evento de la Triple L

En el 2015, Enigma 17 comenzaría a luchar dentro del circuito independiente de la Argentina. Durante un evento de la Triple L, lucharía por los Campeonatos en Parejas de Triple L haciendo equipo con El Marine en un esfuerzo fallido ante los entonces campeones Barba Negra y Samuray.
En febrero de 2016, confirmó que había firmado un contrato con Titanes en el Ring para participar en la temporada de regreso por televisión en Paraguay. Mediante la página en Facebook del programa, se reveló que iba a tomar un nuevo personaje llamado Guido "Babyface" Buonanotte. Sin embargo, el proyecto no se logró llevar a cabo.
En el 2016, lograría llegar hasta la final de un torneo para coronar al nuevo Campeón de la Triple L, donde se enfrentó en una lucha triple amenaza ante Ciclón Jr. y Barba Negra, sin embargo, sería derrotado. El 13 de noviembre, Enigma 17 formaría un equipo con Diestro y lograrían ganar los Campeonatos en Parejas de Triple L en contra de los entonces campeones Piel Roja y Bi Boy Adams durante una lucha triple amenaza por equipos, la cual también involucró al equipo de Ripper Inmortal y Tito Morán Jr.
El 24 de septiembre de 2016 durante un evento de Catch Argentino llamado Argentina vs Bolivia, lograría derrotar a Último Dragón. El 12 de noviembre durante 20 Hombres, 1 Escalera, sería parte de una lucha fatal de cinco esquinas para buscar a un finalista por el vacante Campeonato Nacional de Catch Argentino, donde sería derrotado por Moska; la lucha también involucraría a Calabaza del Mal, Rayo Lauta y Último Dragón.
El 29 de noviembre de 2016, sería confirmado como uno de los participantes del primer evento de Lucha al Límite, siendo uno de los participantes de la Batalla Real por la Copa Quique Arias. El 11 de diciembre durante el evento llamado Copa Quique Arias, Enigma 17 sería el primer luchador en ingresar durante la Batalla Real, sin embargo, no lograría ganarla tras ser el último luchador eliminado por el eventual vencedor El Chacal.
El 6 de enero de 2017 durante un evento de los Herederos de la Lucha llamado Herederos en APL, sería derrotado por el campeón Nacional de Catch Argentino Mike Money en una lucha titular, durante la lucha Money haría trampa para lograr retener su título.
El 11 de marzo de 2017 durante un evento de Catch Argentino llamado Primer Golpe, sería derrotado por Bucanero en una lucha fatal de cuatro esquinas para ser el nuevo contendiente número uno por el Campeonato Nacional de Catch Argentino, la cual también involucró a Kodran y Último Dragón.
El 25 de marzo de 2017, se había confirmado que sería parte del evento de regreso de Lucha Fuerte organizado en Uruguay, y más tarde confirmando que se estaría enfrentando a Kodran. El 1 de abril durante el evento, sería derrotado por Kodran, el Vikingo.
El 10 de junio de 2017 durante un evento de los Guerreros Charrúas del Ring, sería derrotado por su compañero de equipo Diestro.
El 9 de septiembre de 2017 durante un evento de los Colosos de la Lucha llamado #UnaCuraParaAlma, lograría derrotar a Kodran.
Entre febrero y marzo de 2018, Enigma 17 sería confirmado para ser parte de la promoción uruguaya Ídolos del Ring, donde participará de los Desafíos Internacionales entre 12 luchadores internacionales y los rookies de la temporada.
El 27 de octubre de 2018 durante Imperio Caído de Catch Argentino, haría equipo con Kodran y Mike Money donde serían derrotados por Los Hijos del Mal (Black Angel, El Chacal y Hunter) en una lucha de seis hombres por equipos, donde los perdedores deberían abandonar para siempre Catch Argentino.

## Otra media
El 17 de julio de 2018, Sebastian Buonanotte aparecería durante el episodio 1 de la segunda temporada de El Marginal, donde interpretaría a un preso llamado El Shoruga quien estaba condenado a cadena perpetua por múltiples asesinatos.

### Televisión
| Año  | Título      | Papel      | Notas |
| ---- | ----------- | ---------- | ----- |
| 2018 | El Marginal | El Shoruga | [ 2 ] |

## Vida personal
El padre de Enigma 17 se llama Julio Cesar Buonanotte, su madre se llama Susana Garcia y el también tiene una hermana llamada Vanesa Buonanotte. El es primo segundo del jugador profesional de fútbol, Diego Buonanotte.
Tuvo una relación con una mujer llamada Florencia con la que convivió junto al hijo de ella, llamado Tiziano. El y su ex se conocieron porque Tiziano era su fan.
El es todo un fan de las películas de zombis, le encanta andar en bicicleta y ama el cine. Su máximo ídolo dentro de la lucha libre profesional es Randy Orton y del cual de hecho tiene un tatuaje con su firma, otros ídolos suyos dentro de la lucha libre profesional son Kurt Angle, Austin Aries, Seth Rollins y Cesaro.

## En lucha
- Movimientos finales

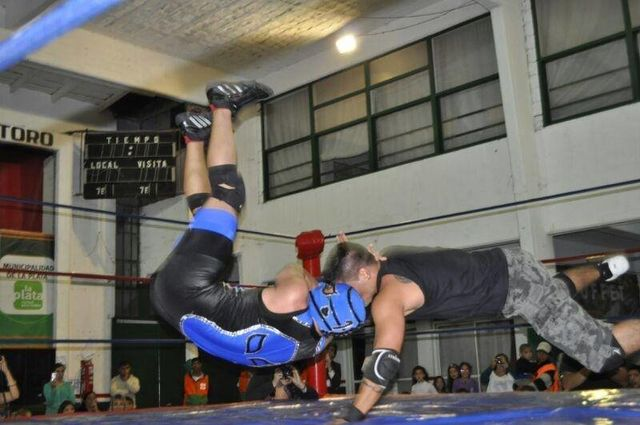
Enigma 17 aplicando su E17 sobre Maverick

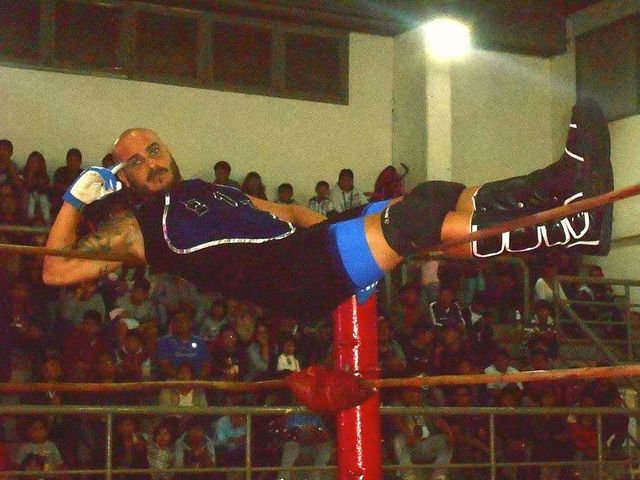
Enigma 17 realizando su pose característica

  - E17 (Jumping cutter, a veces desde una posición elevada)
- Movimientos de firma
  - Desnucadora tornillo
  - Future shock
  - La Enigmática
  - Lazo volador (Clothesline)
  - Ligting spiral
  - Patada con salto a la cabeza (Enzuigiri)
  - Martillo
  - Mexicaneada
  - Rodillazo volador (Springboard high knee)
  - Tacle de Lucha Olímpica
  - Toma de bombero
  - Tornillo
  - Tope suicida (Suicide)
  - Varios tipos de codazos
    - Codazo con giro
    - Codazo volador
    - Golpe de codo

  - Varios pisotones y rodillazos
  - Varios tipos de suplex
- Apodos
  - "The Best Technical Wrestler"
  - "El Austin Aries argentino"
- Música de entrada
  - "What Do You Want From Me" de Rehab (Circuito independiente; 2015 – presente)

## Campeonatos y logros
- Lucha Olímpica

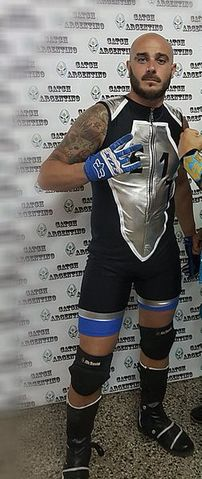
Enigma 17 durante un evento de Catch Argentino

  - Campeón Argentino de Lucha Olímpica (3 veces)
- Federación Argentina de Catch
  - Campeonato de la FAC (1 vez)
  - Campeonato en Parejas de la FAC (1 vez) – con Rob Dickinson
- Premios Wrestling Argentina
  - Mejor Atuendo (2016, 2017)
- Triple L
  - Campeonato en Parejas de Triple L (1 vez, actual) – con Diestro
- Expertos y Periodistas de la Argentina
  - Mejor Luchador Técnico (2011, 2012, 2013, 2014, 2015, 2016, 2017)

### Record en Lucha de Apuestas
Leer más: Luchas de Apuestas
| Ganador (apuesta)                                                                   | Perdedor (apuesta)                                             | Localización                      | Evento                      | Fecha                   | Notas |
| ----------------------------------------------------------------------------------- | -------------------------------------------------------------- | --------------------------------- | --------------------------- | ----------------------- | ----- |
| Rob Dickinson (cabello y barba)                                                     | Enigma 17 (máscara)                                            | La Plata, Buenos Aires, Argentina | Episodio 8 de Lucha Extrema | 22 de noviembre de 2015 |       |
| Los Hijos del Mal (Black Angel, El Chacal y Hunter) (contratos con Catch Argentino) | Enigma 17, Kodran y Mike Money (contratos con Catch Argentino) | Buenos Aires, Argentina           | Imperio Caído               | 27 de octubre de 2018   |       |